# 더 INC 레코드
The Inc. Records(전 Murder Inc.)는 미국의 힙합레이블이다. 1997년에 프로듀서이자 랩퍼인 아이브 가티에 의해 설립됐다. 1999년 자 룰에 앨범 'Venni Vetti Vecci'를 발매하면서부터 회사가 움직이기 시작했고, 2005년 데프잼 레코드에게 인수됐다. 2006년에는 유니버설 뮤직 그룹과 계약했으며, 2007년 8월 'Murder Inc.'에서 'The Inc.'로 계명한다. 2008년 6월 디트로이트출신 랩퍼 'T-Dot Raines'를 영입한다.

## 소속 아티스트
- Vanessa Carlton
- Ashley Joi
- Thunderkatz
- 블랙 차일드
- Caddillac Tah
- Charli Baltimore
- 자 룰
- 아이브 가티
- NEWZ
- Harry O
- 7 Aurelius
- Chris Black
- D. Gift
- Murder Inc.
- Free (From 106 & Park)
- Larissa Jae
- Rah Digga